# Peter Marcin
Peter Marcin (* 27. března 1966, Ružomberok) je slovenský komik, herec, moderátor, režisér a zpěvák. Je držitelem několika ocenění OTO (Osobnost televizní obrazovky) a TOM (Televizní osobnost Markízy) ve více kategoriích.

## Život
Talent v sobě našel už v dětství, když svoje první vystoupení absolvoval už jako tříletý. Během základní školy začal chodit na hodiny klavíru do lidové školy umění a na gymnáziu založil rockovou kapelu. Později se věnoval ochotnickému divadlu a odehrál jednu sezónu v Divadle Jozefa Gregora Tajovského ve Zvolenu. Na vysoké škole hudebních umění studoval obor herectví v ročníku předního slovenského režiséra Miloše Pietora.
Herecká kariéra Petra Marcina začala v dabingu. Jeho první velkou hlavní postavou v dabingu byl komandér Rajker v seriálu Star Trek. Dodnes Peter propůjčil svůj hlas mnohým světovým hercům a pohádkovým postavám (např. Garfield, Val Kilmer, Joe Pesci).
V televizi začínal s Televíkendem a Kolem štěstí. V bývalém rádiu Twist (dnes Viva) Peter moderoval svoji vlastní relaci Spolužiaci, která si získala velkou oblibu u posluchačů. Další Marcinův program, kabaret Twister, ho proslavil u posluchačů po celém Slovensku. Úspěch Twisteru vyústil do televizní podoby tohoto kabaretu a vznikl Uragán. Peter Marcin se podílel na scénáři, program režíroval a ztvárňoval v něm různé postavy. Uragán se po přechodu na komerční televizi přejmenoval na Hurikán.
V roce 2006 vytvořil jeden z nejúspěšnějších televizních projektů na Slovensku, televizní sitcom Susedia. Tento program drží historické rekordy ve sledovanosti na Slovensku a byl přeložený a vysílaný i v zahraničí.
Z talkshow Petra Marcina Chodili sme spolu bylo odvysíláno 54 dílů. V roce 2011 se zúčastnil televizní taneční show Let's Dance, z které musel kvůli zranění odstoupit těsně před finále. Vydal i vlastní hudební album Klaun, na kterém nazpíval coververze populárních slovenských hitů z 80. let. CD získalo cenu Platinová deska.
Peter Marcin patří mezi nejpopulárnější komiky a baviče na Slovensku. Během svojí kariéry získal zatím v diváckých anketách 13 televizních ocenění v kategoriích nejlepší bavič a nejlepší zábavná relace televizní obrazovky (OTO a TOM).
Je ženatý a má syna Petra.

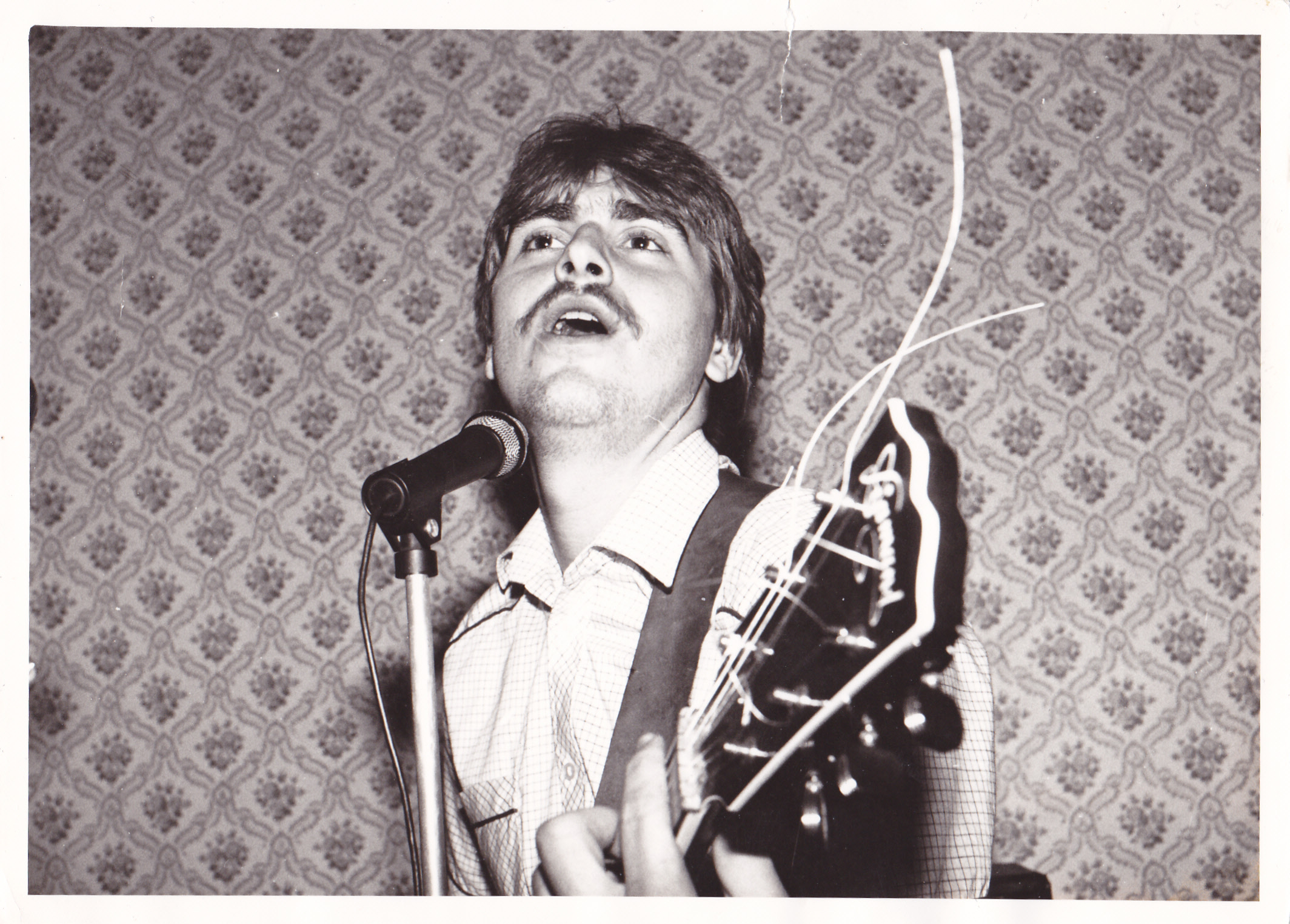
Peter Marcin jako mladý rocker

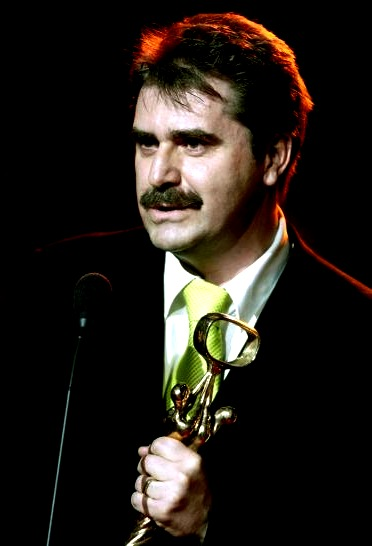
Peter Marcin dostal mnoho ocenění absolutního OTA

Účinkoval v DAB Nitra v představení Korepetítor a v SND v představení Netopier. V roce 2013 připravoval pro RTVS původní sitcom Hlavne, že sa máme radi..., v kterém ztvárnil hlavní postavu Jozefa, a účinkoval v projektu České televize České století, kde si v epizodě Musíme se dohodnout zahrál postavu Vasila Biľaka. Od září 2014 moderuje na obrazovkách RTVS novou talkshow Neskoro večer.

## Tvorba Petra Marcina
- Chlapi a chlapci (1988) – československý TV seriál, herec
- Televíkend – dokumentárně-hraný cyklus, moderátor
- Koleso šťastia – TV soutěž, moderátor
- Spolužiaci (1998–1999) – talk show, rádio Twist (moderování, scénář, režie)
- Twister (2000–2002) – rozhlasový kabaret, rádio Twist (herec, režisér, spolupráce na scénáři)
- Uragán (2001–2004) – kabaret (herec, režie, spolupráce na scénáři)
- Na skle maľované (2005–2009) – Divadlo Nová Scéna, postava: Rozprávač
- CD Hity z Uragánu (2005) – zpěv
- Hurikán (2006) – kabaret ( herec, režie, spolupráce na scénáři)
- Susedia (2006–2007) – sitcom (herec, režie, spolupráce na scénáři)
- CD Klaun (2006) – zpěv, produkce
- Človeče, nehnevaj sa (2007) – TV soutěž, moderátor
- Ste chytrejší ako piatak (2007) – zábavná soutěž, moderátor
- Normálna rodinka (2008) – skeč show – herec, scénář, režie
- Chodili sme spolu (2009–2011) – talkshow – moderátor, scénář
- Mini Talent show (2009–2010) – talentová show – moderátor
- Mŕtvola musí zomrieť (2011) – film, postava: Bandy
- Let’s Dance (2011) – taneční show
- Netopier (2011) – představení v opeře SND, postava: Frosch
- Športovec roka (2011–2013) – přímý přenos, scénář, moderátor
- Korepetítor (2012–2014) – divadelní představení v DAB Nitra, hlavní postava: Leon
- Hlavne, že sa máme radi... (2013) – slovenský sitkom (námět, režie, hlavní postava: Jozef)
- Kúzelný Silvester (2013) – Silvestrovská show – moderovaní, spolupráce na scénáři
- Musíme se dohodnout 1968 (2014) – český film z cyklu České století, postava: Vasil Biľak
- Neskoro večer (2014–současnost) – talkshow (moderátor, scénář)
- Susedia (2018–současnost) – sitcom (herec, režie, spolupráce na scénáři)

## Filmografia (Slovenský dabing - výběr)[1]
- Tom a Jerry ve filmu (1992) – Tom (TV Markíza) (Slovenská verze)
- Goofy na výletě (1996) – Goofy (Slovenská verze)
- Mulan (1998) – Chi Fu (Slovenská verze)